# KTSF
KTSF是美國加州舊金山灣區一家主要服務亞裔社群、不屬於任何電視網的獨立廣播電視台，由林肯廣播公司（Lincoln Broadcasting Company）擁有。KTSF的主頻道26.1，於晚上7點至凌晨1點的黃金時段，主要播放粵語和普通話節目，包括自製的新聞和外購的臺灣、中國大陸和香港影劇。其它時段播放閩南語、印地語、菲律賓語和越南語的節目，以及英語付費資訊性廣告。截止至2020年5月11日，該頻道在Mount Allison以UHF 20頻率進行廣播，與KDTV-DT共享頻率。

## 歷史
有見於三藩市灣區的主流電視台未能滿足區内亞裔社群所需，商人Lillian Lincoln Howell於1960年代申請在灣區創立一條服務該社群的免費電視頻道，並於1965年獲發牌照。經過重重波折後，該台終於在1976年9月4日啓播，取呼號KTSF（代表「Television San Francisco」），並以UHF26台播放。
KTSF於1989年2月6日成立新聞部，並於1989年2月6日推出一週五天現場直播粵語新聞報導，成為全美國首家製作現場直播中文節目的電視台。1989年2月11日至2006年3月18日期間，時名為《香港一週新聞》（英語：Hong Kong Weekly News）。KTSF後來開始製作普通話新聞及普通話現場討論節目《今夜有話要説》，並於2006年3月25日起增設週末版粵語和普通話新聞。
KTSF的數碼電視頻道（KTSF-DT）於2002年起在UHF27台啓播，其數碼接收器頻道號碼則設為26台，與其原有模擬電視頻道號碼對應。隨著美國地面電視新舊制式過渡於2009年6月12日結束，KTSF於當日終止模擬電視廣播，進入全數碼廣播年代。
KTSF的26.2副頻道曾由三藩市灣區的東京電視廣播公司租用並播放由日本各電視台製作的日語節目，但相關公司已把頻道改經KKPM-CD (VHF 2/3/4) 及其多個灣區內的低頻轉播站播放以擴大灣區收視人群，原本的26.2副頻道現轉播26.1主頻道之內容。而26.3副頻道原播放韓國文化廣播公司旗下的MBC頻直至2020年起，其後改為24小時滾動播出KTSF製作的粵語及國語新聞節目。26.4及26.5副頻道則播放越南節目，Vietday以及VSTV。2021年在KDTS-LD (VHF 14) 加設26.11作為副頻道以改善主發射台在舊金山市區以及部分內陸地區的收視體驗。
2020年4月22日起，KTSF每天取消重播粵語及國語新聞安排，改為逢星期一至五06:00-06:30播放《中天新聞》、每天06:30-07:00播放《人間菩提》、逢星期一至五07:00-07:30播放《今日環球》、逢星期一至五07:30-08:30播放劇集和逢星期日07:00-08:00播放《理財資訊站》。

## 節目

### 新聞節目

#### 本地新聞
| 節目名稱                             | 播放時段                                                                 |
| ------------------------------------ | ------------------------------------------------------------------------ |
| 《七點鐘新聞報導》（英語：Chinese News at 7）（粵語） | 周一晚上7時至8時，周二至周五晚上7時至8時30分，周六、周日晚上7時至7時30分 |
| 《八點半新聞報導》（英語：Chinese News at 8:30）（粵語） | 周二至周五晚上8時30分至9時                                               |
| 《十點鐘新聞報導》（英語：Chinese News at 10）（國語） | 周一至周五晚上10時至11時，周六、周日晚上10時至10時30分                   |

### 現職記者／主播
- 黃侯彬
- 黃恩光
- 嚴劍蓉（前香港無線新聞駐澳門記者）
- 張麗月
- 吳倩妤
- 張擎鳳
- 朱慧琪
- 梁展穎
- 周正鈞
- 古琳嘉
- 萬若全

### 前任記者／主播
- 梁家榮[4]（1993年回流香港出任無綫新聞經理，及後曾於香港數度轉職，2021年退休前為廣播處長）
- 鄧景輝[5]（1992年至2000年擔任亞視新聞記者和主播）
- 斯美玲（從2009年至2011年，其間在台灣擔任壹電視新聞總監，2013年重返KTSF）[6]
- 劉浩任
- 梁國書
- 林子謙
- 廖培君
- 陳捷
- 郭柟
- 尹晉豪
- 毛皓延
- 陳嘉琪

### 海外新聞
隨了自製新聞外，KTSF播放海外電視台的新聞節目，包括中國中央電視台的《中國新聞》、台灣的《中天新聞》、以及菲律賓ABS-CBN的《TV Patrol World》。過去亦曾播放香港亞洲電視的《新聞報道》，後來被取消。

### 本地製作
| 節目名稱                            | 主持                            | 播放時段                                     | 内容                                                       |
| ----------------------------------- | ------------------------------- | -------------------------------------------- | ---------------------------------------------------------- |
| 《理財資訊站》（英語：Talk Finance with Sau Wing Lam）（粵語）    | 林修榮（粵語）                  | 周一晚上8時至9時現場直播，周日下午5點半重播  | 粵語互動式直播理財節目（2018年8月31日首播）                |
| 《華人叢刊》（英語：Chinese Journal）（粵語/國語） | 鍾月娟（粵語） 李適萍（普通話） | 周日下午5時至5時半                           | 華人社區公共事務及資訊節目，以普通話及粵語隔星期交替製作。 |
| 《KTSF音樂速遞》（英語：KTSF Music Express）（粵語）  | 梁展穎（粵語）                  | 周六下午5時至5時半，周日午夜12時至12時半重播 | 粵語音樂節目（2022年7月30日首播）                          |

## 數碼廣播
KTSF的數碼頻道現時分為下列副頻道：
| 副頻道號 | 節目供應商                    |
| -------- | ----------------------------- |
| 26.1     | KTSF主頻道                    |
| 26.2     | 在KKMP-CD轉播KTSF主頻道之內容 |
| 26.3     | KTSF製作之粵語、國語新聞節目  |
| 26.5     | Viet Today TV                 |
| 26.6     | Viet Shopping TV              |

## 頻道口號
- 1988年-1998年-：Your Window to the World／ 觀覽世界
- 2003年-：The Face of the Bay Area／ 灣區風貌